# Gisborne (region)
Gisborne (maor. Tūranga-nui-a-Kiwa) – region administracyjny na nowozelandzkiej Wyspie Północnej. Powierzchnia 8355 km². Region czerpie nazwę od największego znajdującego się na jego terenie miasta.
W 2013 region zamieszkiwało 43 656 osób, w 2006 było ich 44 496, a w 2001 – 43 974. Na region składa się jeden dystrykt.